# All I Ever Wanted (chanson de Kelly Clarkson)
Pour les articles homonymes, voir All I Ever Wanted.
Singles de Kelly Clarkson
Already Gone
(2009) Don't You Wanna Stay (avec Jason Aldean)
(2010)
Pistes de All I Ever Wanted
Don't Let Me Stop You Already Gone
All I Ever Wanted est le quatrième et le dernier single aux États-Unis et au Canada issu du 4e album de la chanteuse américaine Kelly Clarkson, All I Ever Wanted sorti en 2009. 
Il a été confirmé sur le twitter de Kelly Clarkson qu'aucun clip vidéo accompagnera la sortie du single.
Les paroles parlent d'une femme qui essaye en vain d'échapper a un homme, mais lorsqu'elle parvint à lui échapper, elle prend conscience que tout ce qu'elle voulait était en fait lui.

## Dates de sorties
Le single a été envoyé aux stations de radios américaines le 9 mars 2010 et a été mis en ligne sur iTunes le 15 mars 2010.
La chanson n'est pas sortie sous format CD, ce qui explique son très faible succès dans les charts. Le 4e single devait être "If I Can't Have You", mais après plusieurs changements, il a été décidé que ce titre serait le prochain single.

## Réception
Les critiques reçues sont pour la plupart positives : 
Le Los Angeles Time déclara: "La chanson évoque parfaitement la fusion « soul-rock » de Timbaland et de Rihanna".
Blender Magazine: "Parfois, sa puissance vocale se réduit, mais elle puise habilement dans ses ressources et ajoute du funk à la chanson".
Cependant, PopMatters donna une note négative : "Bien que certains morceaux issus de l'opus My December s'étalent encore sur ce nouvel album (notamment All I Ever Wanted, single portant le même nom que le dernier album de la chanteuse), « All I Ever Wanted » demeure une chanson optimiste, qui, à son tour, joue sur les atouts de Clarkson".

## Performances dans les charts
Après 1 semaine de diffusion sur les radios, entra au US Airplay Top 100 à la 82e place, au Hot Adult Contemporary à la 37e place, au  Adult Pop Songs à la 25e place et au Pop Songs à la 40e place.

## Position dans les hits parades
| Chart (2010)                      | Peak position |
| --------------------------------- | ------------- |
| U.S. Billboard Hot 100            | 96            |
| U.S. Billboard Pop 100            | 39            |
| U.S. Billboard Adult Contemporary | 3             |
| U.S. Billboard Adult Pop Songs    | 11            |
| U.S. Billboard Airplay            | 38            |

## Certifications
| Pays       | Certification | Ventes  |
| ---------- | ------------- | ------- |
| États-Unis |               | 129.000 |